# Belgische hockeyploeg (vrouwen)
De Belgische hockeyploeg voor vrouwen is de nationale ploeg die België vertegenwoordigt tijdens interlands in het hockey, zoals het EK en de Olympische Spelen. 
Het vrouwenteam kon zich tussen 1999, waar ze de elfde plaats op het EK hadden gehaald, en het EK van 2011, waar ze vijfde werden, niet plaatsen voor een eindronde. Sinds 2011 werd het team evenwel terug succesvol met deelname aan elk EK en WK. Op 26 maart 2012 lukte het om dankzij de overwinning in de finale van het kwalificatietornooi te Kontich zich te plaatsen voor deelname aan de Olympische Spelen te Londen. Hier werd het team elfde. Tot 2017 was de enige medaille die de hockeyploeg had gehaald brons op het WK van 1978 in Madrid. Op de Europees kampioenschappen behaalde de ploeg zilver in 2017 en brons in 2021.

## Erelijst Belgische hockeyploeg
| Jaar | Champions Trophy | Europees kampioenschap     | Olympische Spelen  | Wereldkampioenschap              | Hockey World League Hockey Pro League |
| ---- | ---------------- | -------------------------- | ------------------ | -------------------------------- | ------------------------------------- |
| 1971 |                  |                            |                    | 13e IFWHA WK 1971 Auckland       |                                       |
| 1972 |                  |                            |                    | 5e WK 1972 Barcelona             |                                       |
| 1974 |                  |                            |                    | 5e WK 1974 Mandelieu             |                                       |
| 1975 |                  |                            |                    | 11e IFWHA WK 1975 Edinburgh      |                                       |
| 1976 |                  |                            |                    | 4e WK 1976 West-Berlijn          |                                       |
| 1978 |                  |                            |                    | WK 1978 Madrid                   |                                       |
| 1979 |                  |                            |                    | geen deelname IFWHA WK           |                                       |
| 1980 |                  |                            | geen deelname      |                                  |                                       |
| 1981 |                  |                            |                    | 8e WK 1981 Buenos Aires          |                                       |
| 1983 |                  |                            |                    | geen deelname                    |                                       |
| 1984 |                  | 8e EK 1984 Rijsel          | geen deelname      |                                  |                                       |
| 1985 |                  |                            |                    |                                  |                                       |
| 1986 |                  |                            |                    | geen deelname                    |                                       |
| 1987 | geen deelname    | 9e EK 1987 Londen          |                    |                                  |                                       |
| 1988 |                  |                            | geen deelname      |                                  |                                       |
| 1989 | geen deelname    |                            |                    |                                  |                                       |
| 1990 |                  |                            |                    | geen deelname                    |                                       |
| 1991 | geen deelname    | 7e EK 1991 Brussel         |                    |                                  |                                       |
| 1992 |                  |                            | geen deelname      |                                  |                                       |
| 1993 | geen deelname    |                            |                    |                                  |                                       |
| 1994 |                  |                            |                    | geen deelname                    |                                       |
| 1995 | geen deelname    | 11e EK 1995 Amstelveen     |                    |                                  |                                       |
| 1996 |                  |                            | geen deelname      |                                  |                                       |
| 1997 | geen deelname    |                            |                    |                                  |                                       |
| 1998 |                  |                            |                    | geen deelname                    |                                       |
| 1999 | geen deelname    | 11e EK 1999 Keulen         |                    |                                  |                                       |
| 2000 | geen deelname    |                            | geen deelname      |                                  |                                       |
| 2001 | geen deelname    |                            |                    |                                  |                                       |
| 2002 | geen deelname    |                            |                    | geen deelname                    |                                       |
| 2003 | geen deelname    | geen deelname              |                    |                                  |                                       |
| 2004 | geen deelname    |                            | geen deelname      |                                  |                                       |
| 2005 | geen deelname    | geen deelname              |                    |                                  |                                       |
| 2006 | geen deelname    |                            |                    | geen deelname                    |                                       |
| 2007 | geen deelname    | geen deelname              |                    |                                  |                                       |
| 2008 | geen deelname    |                            | geen deelname      |                                  |                                       |
| 2009 | geen deelname    | geen deelname              |                    |                                  |                                       |
| 2010 | geen deelname    |                            |                    | geen deelname                    |                                       |
| 2011 | geen deelname    | 5e EK 2011 Mönchengladbach |                    |                                  |                                       |
| 2012 | geen deelname    |                            | 11e OS 2012 Londen |                                  |                                       |
| 2013 |                  | 4e EK 2013 Boom            |                    |                                  | 11e HWL 2012-13                       |
| 2014 | geen deelname    |                            |                    | 12e WK 2014 Den Haag             |                                       |
| 2015 |                  | 5e EK 2015 Londen          |                    |                                  | 13e HWL 2014-15                       |
| 2016 | geen deelname    |                            | geen deelname      |                                  |                                       |
| 2017 |                  | EK 2017 Amstelveen         |                    |                                  | 15e HWL 2016-17                       |
| 2018 | geen deelname    |                            |                    | 10e WK 2018 Londen               |                                       |
| 2019 |                  | 6e EK 2019 Antwerpen       |                    |                                  | 5e HPL 2019                           |
| 2021 |                  | EK 2021 Amstelveen         | geen deelname      |                                  | 7e HPL 2020                           |
| 2022 |                  |                            |                    | 6e WK 2022 / Amstelveen/Terrassa | 4e HPL 2022                           |
| 2023 |                  | EK 2023 Mönchengladbach    |                    |                                  | 4e HPL 2023                           |
| 2024 |                  |                            | 4e OS 2024 Parijs  |                                  | 4e HPL 2024                           |
| 2025 |                  | 4e EK 2025 Mönchengladbach |                    |                                  | HPL 2025                              |

## (ex-) Bondscoaches
| Periode    | Bondscoach                  |
| ---------- | --------------------------- |
| ?-?        | Michel Derweduwen           |
| 1987-1991  | Alain Geens                 |
| 1991-1994  | Marcelo Orlando             |
| 1994-1997  | Michel Van Strydonck        |
| 1997-2000  | Jean-Claude Moraux          |
| 2002-2006  | Shane McLeod                |
| 2006-2008  | Michel van den Boer         |
| 2008-2011  | Murray Richards             |
| 2011-2015  | Pascal Kina                 |
| 2015-2016  | Niels Thijssen (ad-interim) |
| 2016-2017  | Ageeth Boomgaardt           |
| 2017-2020  | Niels Thijssen              |
| 2020-2024  | Raoul Ehren                 |
| 2024-2025  | Tim White (ad-interim)      |
| 2025-heden | Rein van Eijk               |

## Voormalige selecties
1: Nadine Khouzam (GK) ·
2: Jill Boon ·
3: Charlotte De Vos ·
4: Louise Cavenaile ·
5: Stephanie De Groof ·
6: Anouk Raes ·
7: Judith Vandermeiren ·
8: Hélène Delmée ·
9: Lieselotte Van Lindt ·
10: Lola Danhaive ·
11: Erica Coppey · 12: Gaëlle Valcke · 13: Alix Gerniers · 14: Emilie Sinia · 15: Anne-Sophie Van Regemortel · 16: Barbara Nelen · 17: Valerie Vermeersch (reserve) · 18: Aisling D'Hooghe (GK, reserve) · Coach: Pascal Kina

1: Karin Coudron ·
2: Marianne Hendrickx ·
3: Anne Albert ·
4: Anne Decroly ·
5: Dany Cavenaile ·
6: Nicole Vernimen ·
7: Francine Stoupel ·
8: Anne-France Biart ·
9: Alette Stubbe ·
10: Brigitte Motte ·
11: Nicole Buisset · 12: Anne-Michèle Caesens · 13: Katou Kouyoumdjisky · 14: Anne Nottebaert · 15: Brigitte Carlier · Coach: Michel Derweduwen

1: Aisling D'Hooghe (GK) ·
2: Elena Sotgiu (GK) ·
3: Aline Fobe ·
4: Anne-Sophie De Scheemaekere ·
5: Lieselotte Van Lindt ·
6: Louise Cavenaile ·
7: Stephanie De Groof ·
8: Stéphanie Vanden Borre ·
9: Alix Gerniers ·
10: Anouk Raes ·
11: Louise Versavel · 12: Maureen Beernaert · 13: Jill Boon · 14: Charlotte De Vos · 15: Barbara Nelen · 16: Emma Puvrez · 17: Manon Simons · 18: Emilie Sinia · Coach: Pascal Kina

1: Aisling D'Hooghe (GK) ·
2: Elena Sotgiu (GK) ·
3: Aline Fobe ·
4: Lien Hillewaert ·
5: Emma Puvrez ·
6: Stéphanie Vanden Borre ·
7: Alix Gerniers ·
8: Pauline Leclef ·
9: Barbara Nelen ·
10: Anouk Raes ·
11: Judith Vandermeiren · 12: Louise Cavenaile · 13: Sophie Limauge · 14: Joanne Peeters · 15: Michelle Struijk · 16: Louise Versavel · 17: Anne-Sophie Weyns · 18: Jill Boon · Coach: Niels Thijssen

1: Aisling D'Hooghe (GK) ·
2: Elena Sotgiu (GK) ·
3: Ambre Ballenghien ·
4: Hélène Brasseur ·
5: Lucie Breyne ·
6: France de Mot ·
7: Charlotte Englebert ·
8: Alix Gerniers ·
9: Lien Hillewaert ·
10: Pauline Leclef ·
11: Barbara Nelen · 12: Emma Puvrez · 13: Justine Rasir · 14: Michelle Struijk · 15: Alexia 't Serstevens · 16: Stéphanie Vanden Borre · 17: Judith Vandermeiren · 18: Louise Versavel · Coach: Raoul Ehren

1: Nadine Khouzam (GK) ·
2: Aisling D'Hooghe (GK) ·
3: Stephanie De Groof ·
4: Louise Cavenaile ·
5: Morgane Vouche ·
6: Valerie Vermeersch ·
7: Anouk Raes ·
8: Hélène Delmée ·
9: Lieselotte Van Lindt ·
10: Lola Danhaive ·
11: Barbara Nelen · 12: Gaëlle Valcke · 13: Joy Jouret · 14: Laura Patriarche · 15: Emilie Sinia · 16: Jill Boon · 17: Charlotte De Vos · 18: Erica Coppey · Coach: Pascal Kina

1: Nadine Khouzam (GK) ·
2: Aisling D'Hooghe (GK) ·
3: Anne-Sophie De Scheemaekere ·
4: Louise Cavenaile ·
5: Stephanie De Groof ·
6: Aline Fobe ·
7: Anouk Raes ·
8: Judith Vandermeiren ·
9: Lieselotte Van Lindt ·
10: Emilie Sinia ·
11: Barbara Nelen · 12: Stephanie Rummens · 13: Erica Coppey · 14: Maureen Beernaert · 15: Alix Gerniers · 16: Jill Boon · 17: Charlotte De Vos · 18: Louise Versavel · Coach: Pascal Kina

1: Aisling D'Hooghe (GK) ·
2: Mégane Simons (GK) ·
3: Jill Boon ·
4: Louise Cavenaile ·
5: Stephanie De Groof ·
6: Aline Fobe ·
7: Alix Gerniers ·
8: Barbara Nelen ·
9: Joanne Peeters ·
10: Emma Puvrez ·
11: Anouk Raes · 12: Manon Simons · 13: Emilie Sinia · 14: Lieselotte Van Lindt · 15: Stéphanie Vanden Borre · 16: Judith Vandermeiren · 17: Louise Versavel · 18: Caroline Wagemans · Coach: Pascal Kina

1: Aisling D'Hooghe (GK) ·
2: Elena Sotgiu (GK) ·
3: Maureen Beernaert ·
4: Jill Boon ·
5: Louise Cavenaile ·
6: Aline Fobe ·
7: Alix Gerniers ·
8: Lien Hillewaert ·
9: Pauline Leclef ·
10: Barbara Nelen ·
11: Sophie Limauge · 12: Joanne Peeters · 13: Anouk Raes · 14: Michelle Struijk · 15: Stéphanie Vanden Borre · 16: Judith Vandermeiren · 17: Louise Versavel · 18: Anne-Sophie Weyns · Coach: Niels Thijssen

1: Elodie Picard (GK) ·
2: Aisling D'Hooghe (GK) ·
3: Emma Puvrez ·
4: Lien Hillewaert ·
5: Judith Vandermeiren ·
6: Stéphanie Vanden Borre ·
7: Aline Fobe ·
8: Abigail Raye ·
9: Michelle Struijk ·
10: Barbara Nelen ·
11: Alix Gerniers · 12: Pauline Leclef · 13: Sophie Limauge · 14: Anne-Sophie Weyns · 15: Ambre Ballenghien · 16: Louise Versavel · 17: Jill Boon · 18: Emilie Sinia · Coach: Niels Thijssen

1: Elodie Picard (GK) ·
2: Elena Sotgiu (GK) ·
3: Abigail Raye ·
4: Charlotte Englebert ·
5: Judith Vandermeiren ·
6: Emma Puvrez ·
7: Louise Versavel ·
8: Alix Gerniers ·
9: Tiphaine Duquesne ·
10: Michelle Struijk ·
11: Barbara Nelen · 12: Stéphanie Vanden Borre · 13: Pauline Leclef · 14: Lien Hillewaert · 15: Justine Rasir · 16: Ambre Ballenghien · 17: Hélène Brasseur · 18: France de Mot · Coach: Raoul Ehren

1: Elena Sotgiu (GK) ·
2: Aisling D'Hooghe (GK) ·
3: Vanessa Blockmans ·
4: Hélène Brasseur ·
5: Lucie Breyne ·
6: Emma Puvrez ·
7: Stéphanie Vanden Borre ·
8: Camille Belis ·
9: Alix Gerniers ·
10: Barbara Nelen ·
11: Michelle Struijk · 12: Judith Vandermeiren · 13: Emily White · 14: Charlotte Englebert · 15: Justine Rasir · 16: Delphine Mariën · 17: Abigail Raye · 18: Louise Versavel · Coach: Raoul Ehren

Vlaamse clubs · Waalse clubs · Brusselse clubs
Gouden Stick · Biografieën Belgische hockeyers
Basketbal (mannen · vrouwen) · Basketbal 3x3 (mannen · vrouwen) · Cricket (mannen · vrouwen) · Curling (gemengd · gemengddubbel · mannen · vrouwen) · Handbal (mannen · vrouwen) · Hockey (mannen · vrouwen) · Honkbal (mannen) · IJshockey (mannen · vrouwen) · Korfbal (gemengd) · Rugby (mannen · vrouwen) · Softbal (mannen · vrouwen) · Strandvoetbal (mannen · vrouwen) · Tennis (mannen · vrouwen) · Touwtrekken (mannen · vrouwen) · Voetbal (mannen · vrouwen) · Volleybal (mannen · vrouwen) · Waterpolo (mannen · vrouwen) · Zaalhockey (mannen · vrouwen) · Zaalvoetbal (mannen · vrouwen)